# Азійський гандикап
Азійські ставки на гандикап — це одна із форм ставок на футбол, при якій команди мають гандикапи (переваги) відповідно до форми, так що сильніша команда повинна виграти з більшою кількістю голів, щоб гравець, який робить ставку на них, виграв. Система виникла в Індонезії та набула популярності на початку XXI століття.
Азійські ставки з гандикапом зменшують можливу кількість результатів з трьох (при традиційній ставці 1х2) до двох, усуваючи можливість нічиєї. Це спрощення забезпечує два варіанти ставок, кожна з яких має майже 50 % шансів на успіх при застосуванні умов гандикапу.
З одного боку, азійські гандикапи допомагають букмекерам мінімізувати ризик, полегшуючи торгівлю з паритетом або збалансувати обсяг ставок кожної сторони матчу. З іншого боку, азійські ринки гандикапів — це, як правило, пропозиції з низькою маржею, які не вносять такого суттєвого внеску у валовий виграш, як більш цінні варіанти ставок, як 1х2.
Термін «азійські гандикапи» введено журналістом Джо Саумарезом Смітом у листопаді 1998 року на прохання індонезійського букмекера Джо Пхана перекласти термінологію методу ставок, який букмекери в Азії називали «ставкою на ченг-ченг».

## Опис
Футбол — один із небагатьох видів спорту, де нічия є частим результатом. За традиційних фіксованих коефіцієнтів, нічия розглядається як додатковий результат гри. Іншими словами, ставки програють, коли вони ставлять на команду, а матч завершується внічию. Однак, при азійському гандикапі шанс на нічию усувається. Це створює ситуацію, коли кожна команда має 50 % шансів на перемогу; подібні до шансів на гандикап у баскетболі чи футболі.
Азіайський гандикап — це форма ставок, яка створює рівніші умови для ставок між двома командами, надаючи командам «гандикап» (виражений у голах або балах) перед початком матчу. В азійському гандикапі дефіцит голів дається команді, яка з більшою ймовірністю виграє (фаворит), а фора надається команді, яка має меншу ймовірність перемоги (underdog).
Азійський гандикап — це спеціальна ставка, в якій основний показник записується у вигляді десяткової дробі з двома цифрами після цілого числа. Ця ставка також може записуватися як зі знаком «+», так і зі знаком «-». Він означає перевагу команди, на яку робиться ставка. У букмекерській конторі основний показник може записуватися, як -0.75, +1.25, -2.75 і т. д.
Мета букмекера — створити гандикап або «лінію», яка зробить шанс будь-якої команди виграти (враховуючи гандикап) якомога ближче до 50 %. Букмекери пропонують виплати, близькі до подвійної ставки (1,90-2,00). Азійські гандикапи починаються з чверті і можуть досягати 2,5 або 3 голи в матчах з величезною різницею у можливостях.

## Цілі гандикапи та розіграші
У тому випадку, якщо для гандикапу використовується ціле число, остаточний рахунок, скоригований гандикапом, може привести до нічиєї.
| Гандикап | Результат | Результат ставки | Гандикап | Результат команди | Результат ставки |
| -------- | --------- | ---------------- | -------- | ----------------- | ---------------- |
| 0        | Win       | Win              | 0        | Win               | Win              |
| 0        | Draw      | Stake refund     | 0        | Draw              | Stake refund     |
| 0        | Lose      | Lose             | 0        | Lose              | Lose             |
| - 0.25   | Win       | Win              | + 0.25   | Win               | Win              |
| - 0.25   | Draw      | Half lose        | + 0.25   | Draw              | Half win         |
| - 0.25   | Lose      | Lose             | + 0.25   | Lose              | Lose             |
| - 0.50   | Win       | Win              | + 0.50   | Win               | Win              |
| - 0.50   | Draw      | Lose             | + 0.50   | Draw              | Win              |
| - 0.50   | Lose      | Lose             | + 0.50   | Lose              | Lose             |
| - 0.75   | Win by 2+ | Win              | + 0.75   | Win               | Win              |
| - 0.75   | Win by 1  | Half win         | + 0.75   | Draw              | Win              |
| - 0.75   | Draw      | Lose             | + 0.75   | Lose by 1         | Half Lose        |
| - 0.75   | Lose      | Lose             | + 0.75   | Lose by 2+        | Lose             |
| - 1.00   | Win by 2+ | Win              | + 1.00   | Win               | Win              |
| - 1.00   | Win by 1  | Stake refund     | + 1.00   | Draw              | Win              |
| - 1.00   | Draw      | Lose             | + 1.00   | Lose by 1         | Stake refund     |
| - 1.00   | Lose      | Lose             | + 1.00   | Lose by 2+        | Lose             |
| - 1.25   | Win by 2+ | Win              | + 1.25   | Win               | Win              |
| - 1.25   | Win by 1  | Half lose        | + 1.25   | Draw              | Win              |
| - 1.25   | Draw      | Lose             | + 1.25   | Lose by 1         | Half win         |
| - 1.25   | Lose      | Lose             | + 1.25   | Lose by 2+        | Lose             |
| - 1.50   | Win by 2+ | Win              | + 1.50   | Win               | Win              |
| - 1.50   | Win by 1  | Lose             | + 1.50   | Draw              | Win              |
| - 1.50   | Draw      | Lose             | + 1.50   | Lose by 1         | Win              |
| - 1.50   | Lose      | Lose             | + 1.50   | Lose by 2+        | Lose             |
| - 1.75   | Win by 3+ | Win              | + 1.75   | Win               | Win              |
| - 1.75   | Win by 2  | Half win         | + 1.75   | Draw              | Win              |
| - 1.75   | Win by 1  | Lose             | + 1.75   | Lose by 1         | Win              |
| - 1.75   | Draw      | Lose             | + 1.75   | Lose by 2         | Half lose        |
| - 1.75   | Lose      | Lose             | + 1.75   | Lose by 3+        | Lose             |
| - 2.00   | Win by 3+ | Win              | + 2.00   | Win               | Win              |
| - 2.00   | Win by 2  | Stake refund     | + 2.00   | Draw              | Win              |
| - 2.00   | Win by 1  | Lose             | + 2.00   | Lose by 1         | Win              |
| - 2.00   | Draw      | Lose             | + 2.00   | Lose by 2         | Stake refund     |
| - 2.00   | Lose      | Lose             | + 2.00   | Lose by 3+        | Lose             |